# Yannick Martinez
Yannick Martinez (* 4. November 1988 in Fourchambault, Département Nièvre) ist ein französischer Radrennfahrer.

## Biografie
Martinez fuhr ab August 2011 bis zum Ende 2011 als Stagiaire beim Team ag2r La Mondiale. Ab 2012 wechselte er zu den Profis und fuhr von 2012 bis 2013 beim Team La Pomme Marseille. Hier erzielte er 2013 neben den beiden Siege auch den dritten Platz beim Ride London Classic sowie den sechsten Platz in der Gesamtwertung bei der Tour of Taihu Lake. 2014 wechselte er zum Team Europcar. Hier startete er 2014 zu seiner ersten Grand Tour mit der Vuelta a España. Diese Vuelta a Espana beendete er auf dem 81. Platz. Ab 2016 startete Martinez für das Team Delko Marseille Provence KTM. Bis 2018 konnte Martinez keine nennenswerte Ergebnisse erzielen und wechselte 2019 zum Verein Guidon Chalettois.
Yannick Martinez entstammt einer Familie von Radrennfahrern. Sein Vater Mariano, sein Onkel Martin, sein Cousin Raphaël Martinez, sein Bruder Miguel und sein Neffe Lenny waren beziehungsweise sind ebenfalls professionelle Radfahrer.

## Erfolge
2013
- eine Etappe Route du Sud
- eine Etappe 4 Jours de Dunkerque